# Liste des records panaméricains de cyclisme sur piste
Cet article présente les records panaméricains de cyclisme sur piste actuellement en vigueur. À l'occasion des Championnats panaméricains 2016, neuf records sur douze ont été battus.

## Hommes
| Épreuve                                         | Record         | Cycliste                                                | Pays              | Date              | Compétition                     | Lieu                    | Ref   |
| ----------------------------------------------- | -------------- | ------------------------------------------------------- | ----------------- | ----------------- | ------------------------------- | ----------------------- | ----- |
| Sprint sur 200 mètres, départ lancé             | 9 s 100 RM     | Nicholas Paul                                           | Trinité-et-Tobago | 6 septembre 2019  | Championnats panaméricains 2019 | Cochabamba, Bolivie     | [ 2 ] |
| Sprint sur 250 mètres, départ lancé             | 12 s 838       | Aidan Caves                                             | Canada            | 8 octobre 2016    | Championnats panaméricains 2016 | Aguascalientes, Mexique | [ 1 ] |
| Kilomètre contre-la-montre, départ arrêté       | 57 s 508       | Kevin Quintero                                          | Colombie          | 8 septembre 2019  | Championnats panaméricains 2019 | Cochabamba, Bolivie     | [ 3 ] |
| Sprint sur 750 mètres par équipes départ arrêté | 41 s 938       | Keron Bramble Njisane Phillip Nicholas Paul             | Trinité-et-Tobago | 4 septembre 2019  | Championnats panaméricains 2019 | Cochabamba, Bolivie     | [ 4 ] |
| Poursuite individuelle sur 4 000 mètres         | 4 min 3 s 640  | Ashton Lambie                                           | États-Unis        | 25 février 2020   | Championnats du monde           | Berlin, Allemagne       | [ 5 ] |
| Poursuite par équipes sur 4 000 mètres          | 3 min 49 s 974 | Derek Gee Jay Lamoureux Vincent De Haître Michael Foley | Canada            | 5 septembre 2019  | Championnats panaméricains 2019 | Cochabamba, Bolivie     | [ 6 ] |
| Record de l'heure                               | 53,037 km      | Tom Zirbel                                              | États-Unis        | 16 septembre 2016 |                                 | Aguascalientes          | [ 7 ] |

## Femmes
| Épreuve                                         | Record            | Cycliste                                               | Pays       | Date             | Compétition                     | Lieu                    | Ref    |
| ----------------------------------------------- | ----------------- | ------------------------------------------------------ | ---------- | ---------------- | ------------------------------- | ----------------------- | ------ |
| Sprint sur 200 mètres, départ lancé             | 10 s 154 RM       | Kelsey Mitchell                                        | Canada     | 5 septembre 2019 | Championnats panaméricains 2019 | Cochabamba, Bolivie     | [ 8 ]  |
| Sprint sur 500 mètres, départ lancé             | 13 s 809          | Sarah Hammer                                           | États-Unis | 6 décembre 2013  | Coupe du monde 2013-2014        | Aguascalientes, Mexique | [ 9 ]  |
| 500 mètres contre-la-montre, départ arrêté      | 32 s 268 RM       | Jessica Salazar                                        | Mexique    | 7 octobre 2016   | Championnats panaméricains 2016 | Aguascalientes          | [ 10 ] |
| Sprint sur 500 mètres par équipes départ arrêté | 32 s 232          | Kelsey Mitchell Lauriane Genest                        | Canada     | 4 septembre 2019 | Championnats panaméricains 2019 | Cochabamba, Bolivie     | [ 11 ] |
| Poursuite individuelle sur 3 000 mètres         | 3 min 16 s 937 RM | Chloé Dygert                                           | États-Unis | 29 février 2020  | Championnats du monde           | Berlin, Allemagne       | [ 12 ] |
| Poursuite par équipes sur 4 000 mètres          | 4 min 11 s 229    | Jennifer Valente Chloé Dygert Emma White Lily Williams | États-Unis | 26 février 2020  | Championnats du monde           | Berlin, Allemagne       | [ 13 ] |
| Record de l'heure                               | 47,980 km         | Evelyn Stevens                                         | États-Unis | 27 février 2016  |                                 | Colorado Springs        | [ 14 ] |